# Mexikanische Badmintonmeisterschaft 2022
Die Mexikanische Badmintonmeisterschaft 2022 fand vom 26. bis zum 29. Januar 2023 in Guadalajara statt. Es war die 72. Auflage der nationalen Titelkämpfe von Mexiko im Badminton.

## Medaillengewinner
| Disziplin    | Gold                            | Silber                        | Bronze                        |
| ------------ | ------------------------------- | ----------------------------- | ----------------------------- |
| Herreneinzel | Ramon Garrido                   | Armando Gaitan                | Gerardo Saavedra              |
| Herreneinzel | Ramon Garrido                   | Armando Gaitan                | Alberto López                 |
| Dameneinzel  | Vanessa Garcia                  | Haramara Gaitan               | Vanessa Villalobos            |
| Dameneinzel  | Vanessa Garcia                  | Haramara Gaitan               | Cecilia Madera                |
| Herrendoppel | Andrés López Gerardo Saavedra   | Nestor Gonzalez Max Peregrina | Arturo Angel Alvaro Rio       |
| Herrendoppel | Andrés López Gerardo Saavedra   | Nestor Gonzalez Max Peregrina | Carlos Jaramillo Isaac Perez  |
| Damendoppel  | Romina Fregoso Miriam Rodríguez | Paula Lozoya Fatima Rio       | Aline Angel Zyanya Tavares    |
| Damendoppel  | Romina Fregoso Miriam Rodríguez | Paula Lozoya Fatima Rio       | Vanessa Garcia Cecilia Madera |
| Mixed        | Armando Gaitan Haramara Gaitan  | Gerardo Saavedra Fatima Rio   | Santiago Lozoya Aline Angel   |
| Mixed        | Armando Gaitan Haramara Gaitan  | Gerardo Saavedra Fatima Rio   | Max Peregrina Romina Fregoso  |